# I Could Fall in Love with You
«I Could Fall In Love with You» es el trigésimotercer sencillo publicado del grupo inglés de música electrónica Erasure, lanzado en 2007.
Este sencillo es una canción compuesta por (Clarke/Bell).

## Descripción
«I Could Fall In Love with You» fue el primer sencillo adelanto del álbum Light at the End of the World. Obtuvo el puesto número 21 del ranking británico, alcanzó la colocación número 69 en el ranking de Alemania y la posición número 4 en DInamarca.

## Lista de temas
| CD Sencillo (CDMUTE366) / Digital Download (LiMUTE366) 1. «I Could Fall In Love with You» (Jeremy Wheatley Radio Mix) 4:00 2. «I Could Fall In Love with You» (Monteverde Radio Edit) 3:33 CD Sencillo (LCDMUTE366) / Digital Download (XLiMUTE366) 1. «I Could Fall In Love with You» (Jeremy Wheatley Extended 12″ Mix) 5:58 2. «I Like It» 4:22 3. «I Could Fall In Love with You» (Monteverde Vocal Extended Remix) 6:24 7″ Vinilo Picture Disc (MUTE366) 1. «I Could Fall In Love with You» (Jeremy Wheatley Radio Mix) 4:00 2. «I Like It» 4:22 DVD Sencillo (DVDMUTE366) 1. «I Could Fall In Love with You» (Álbum Versión) 4:15 2. «I Could Fall In Love with You» (Monteverde Dub) 5:36 3. «I Could Fall In Love with You» (Video) Descarga Digital (XXXXLiMUTE366) 1. «I Could Fall In Love with You» (Álbum Versión) 4:15 2. «I Could Fall In Love with You» (Monteverde Dub Mix 2) 5:36 Descarga Digital (iMUTE366) 1. «I Could Fall In Love with You» (Jeremy Wheatley Radio Mix) 4:00 | Descarga Digital (XXXXXLiMUTE366) iTunes Exclusive 1. «I Could Fall In Love with You» (James Aparicio Mix) 4:20 CD maxisencillo (MUT9354) 1. «I Could Fall In Love with You» (Jeremy Wheatley Radio Mix) 4:00 2. «I Could Fall In Love with You» (Jeremy Wheatley Extended 12″ Mix) 5:58 3. «I Could Fall In Love with You» (Monteverde Radio Edit) 3:33 4. «I Could Fall In Love with You» (Monteverde Vocal Extended Mix) 6:24 5. «I Could Fall In Love with You» (Monteverde Dub 2) 5:36 6. «I Could Fall In Love with You» (Álbum Versión) 4:15 7. «I Like It» 4:22 Club Promo CD (PCDMUTE366) I Could Fall In Love With You MIXES 1. Monteverde Extended Mix 6:24 2. Jeremy Wheatley Extended 12″ Mix 5:58 3. Monteverde Dub Mix 1 6:42 4. Monteverde Dub Mix 2 5:36 5. «I Could Fall In Love with You» (Jeremy Wheatley Radio Mix) 4:00 |

## Créditos
Este sencillo tiene un lado B: I Like It escrito por (Clarke/Bell).

## Datos adicionales
Para promocionar I Could Fall In Love with You, originalmente se había realizado un video pero este no fue conocido al momento de editarse el sencillo. En su lugar, apareció un video alternativo que enviaron los fanes con gente besándose.
Cabe destacar que Depeche Mode, grupo en el cual se diera a conocer Clarke, tuvo una canción I Like It de 1980, que no llegaran a grabar en ningún álbum, sin embargo dicho tema no tiene nada que ver con esta posterior de Erasure.